# Hugo Doskočil
Hugo Doskočil (1. dubna 1875, Hnátnice – 9. srpna 1961, Hradec Králové) byl český římskokatolický kněz, papežský prelát, čestný kanovník sídelní kapituly, člen sboru doktorů Univerzity Karlovy, emeritní profesor biblického studia Nového zákona a docent křesťanského umění, emeritní státní konzervátor památkového úřadu pro umělecké a historické památky a emeritní rektor kněžského semináře v Hradci Králové. Na kněze byl vysvěcen v Římě dne 10. března 1900. V roce 1949 byl jako představitel římskokatolické církve uvězněn. Je pohřben ve své rodné Hnátnici.